# Di chỉ Miếu Để Câu
Di chỉ khảo khảo cổ Miếu Để Câu đại diện cho gốm màu Cam Túc tạo hình đa dạng, đẹp mắt, với nhiều hoa văn, màu sắc tươi tắn, cũng như hình thức phong phú và nội hàm văn hóa sâu dày, đã chiếm một vị trí chói lọi trong nền văn minh gốm màu thế giới, đây là niềm kiêu hãnh của dân tộc Trung Hoa. Có thể nói đồ gốm màu là một hình ảnh thu nhỏ của nền văn minh thời tiền sử tỉnh Cam Túc.